# Dicyemennea minabense
Dicyemennea minabense är en djurart som tillhör fylumet rhombozoer, och som beskrevs av Furuya 1999. Dicyemennea minabense ingår i släktet Dicyemennea och familjen Dicyemidae. Inga underarter finns listade i Catalogue of Life.